# Juge du droit
Le juge du droit est un magistrat ou une juridiction qui ne dit et ne juge que le droit objectif. Il a pour mission de vérifier que la règle de droit a été correctement appliquée par les juges de fond.

## Droit par État

### Droit belge
L'article 147 de la Constitution belge déclare que la Cour de cassation ne connaît pas le fond des affaires.

### Droit canadien
En droit pénal canadien, lorsqu'il y a un procès avec jury, le jury est le juge des faits, tandis que le juge judiciaire est le juge du droit. Dans les procès pénaux sans jury, le juge judiciaire va être à la fois juge des faits et juge du droit.

### Droit français
En droit français, cette notion s'oppose à celle de Juge du fond qui analyse les faits, les qualifie et donne une solution juridique (tribunaux judiciaires, tribunal administratif, conseil des prud'hommes, juge des loyers commerciaux, cour d'appel, cour administrative d'appel).
Généralement, ne sont juges du droit que les juges des juridictions suprêmes, comme la Cour de cassation et le Conseil d'État (qui peut cependant régler les affaires au fond). La Cour de cassation reprend l'affaire en droit et vérifie si la règle de droit a été exactement appliquée par les juges du fond. Elle n'est pas un troisième degré de juridiction. Le juge du fond a le pouvoir souverain de l'appréciation des faits. La Cour de Cassation ne réexamine pas les faits. Elle reprend l'application de la règle de droit aux faits : elle motive ses arrêts par les erreurs dans le raisonnement juridique.